# Eukoenenioidea
Eukoenenioidea är en överfamilj av spindeldjur. Eukoenenioidea ingår i ordningen Palpigradi, klassen spindeldjur, fylumet leddjur och riket djur. Enligt Catalogue of Life omfattar överfamiljen Eukoenenioidea 81 arter. 
Arterna är upp till 1,5 mm långa, blinda och saknar pigment. De har inga organ för andning och saknar ett blodomlopp. Överfamiljens medlemmar hittas i varma världsdelar.
Eukoenenioidea är enda överfamiljen i ordningen Palpigradi.
Familjer enligt Catalogue of Life:
- Eukoeneniidae
- Prokoeneniidae

Dessutom ingår Koeniniidae.